# هموتوپی

دو مسیر نقطه چین که در بالا نشان داده شده، نسبت به نقاط پایانی خود هم‌جایک هستند. این انیمیشن یک هم‌جایی ممکن بین این دو مسیر را نمایش می‌دهد.

در توپولوژی، دو تابع پیوسته از یک فضای توپولوژی به دیگری را هموتوپی (یا «مانسته‌جایی») گویند (از واژه یونانی ὁμός با تلفظ homós به معنای «مشابه» و واژه τόπος با تلفظ tópos به معنای «مکان») اگر یکی از آن‌ها را بتوان "به طور پیوسته" به دیگری تغییر شکل داد، چنین تغییر شکلی را هم‌جایی بین دو تابع گویند. یکی از کاربردهای قابل توجه هم‌جایی در تعریف گروه‌های هم‌جایی و گروه‌های کوهموتوپیست که ناورداهای مهمی در توپولوژی جبری می‌باشند.
در عمل، مشکلات تکنیکی سختی در استفاده از هم‌جایی‌ها برای بعضی فضاها وجود دارد؛ لذا توپولوژی‌دانان جبری با فضاهایی که به‌طور فشرده تولید شده‌اند، مجتمع‌های CW یا طیف‌ها کار می‌کنند.

## تعریف صوری

یک هم‌جایی بین دو چنبره نشانده شده در فضای : به صورت «سطح یک نان شیرینی گرد» و «سطح یک لیوان قهوه». این انیمیشن همچنین مثالی از یک ایزوتوپی است.

به‌طور صوری، یک هم‌جایی بین دو تابع پیوسته {\displaystyle f} و {\displaystyle g} از یک فضای توپولوژی {\displaystyle X} به فضای توپولوژی {\displaystyle Y} به صورت تابع پیوسته {\displaystyle H\colon X\times [0,1]\to Y} از ضرب فضای {\displaystyle X} با بازه واحد {\displaystyle [0,1]} به فضای {\displaystyle Y} تعریف می‌شود، چنان‌که برای تمام {\displaystyle x\in X} داشته باشیم {\displaystyle H(x,0)=f(x)} و {\displaystyle H(x,1)=g(x)}.
اگر پارامتر دوم {\displaystyle H} را به عنوان زمان در نظر بگیریم، آنگاه {\displaystyle H} بیانگر تغییر شکل پیوسته از {\displaystyle f} به توی {\displaystyle g} خواهد بود: در زمان ۰، تابع {\displaystyle f} و در زمان ۱ تابع {\displaystyle g} را داریم. همچنین می‌توان به پارامتر دوم به صورت یک نوع «نوار پیمایشی» نگاه کنیم که به ما امکان می‌دهد وقتی نوار پیمایشی را از ۰ به ۱ حرکت می‌دهیم، به‌طور هموار {\displaystyle f} را به {\displaystyle g} تبدیل کنیم (همین‌طور برعکس).
شق دیگر این مفهوم را می‌توان این گونه بیان کرد که یک هم‌جایی بین دو تابع پیوسته {\displaystyle f,g\colon X\to Y} خانواده ای از توابع پیوسته {\displaystyle h_{t}\colon X\to Y} است که در آن {\displaystyle t\in [0,1]} چنان‌که {\displaystyle h_{0}=f} و {\displaystyle h_{1}=g} و نگاشت {\displaystyle (x,t)\mapsto h_{t}(x)} یک نگاشت پیوسته از {\displaystyle X\times [0,1]} به {\displaystyle Y} می‌باشد. دو توصیف اخیر را با یکی گرفتن توابع {\displaystyle h_{t}(x)=H(x,t)} می‌توان یکی سازی کرد. الزام به پیوستگی هر کدام از {\displaystyle h_{t}(x)} کافی نیست.

## نگارخانه

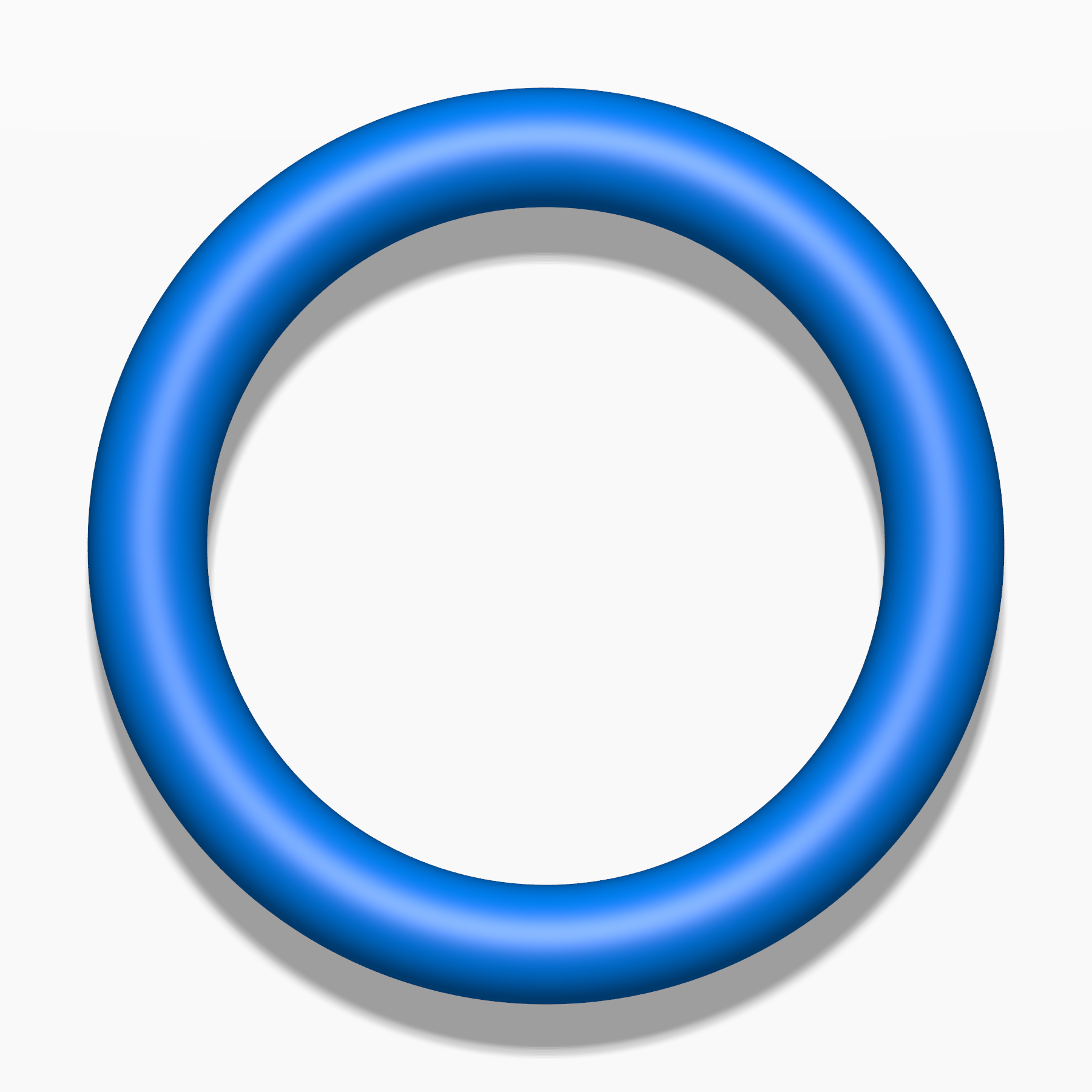
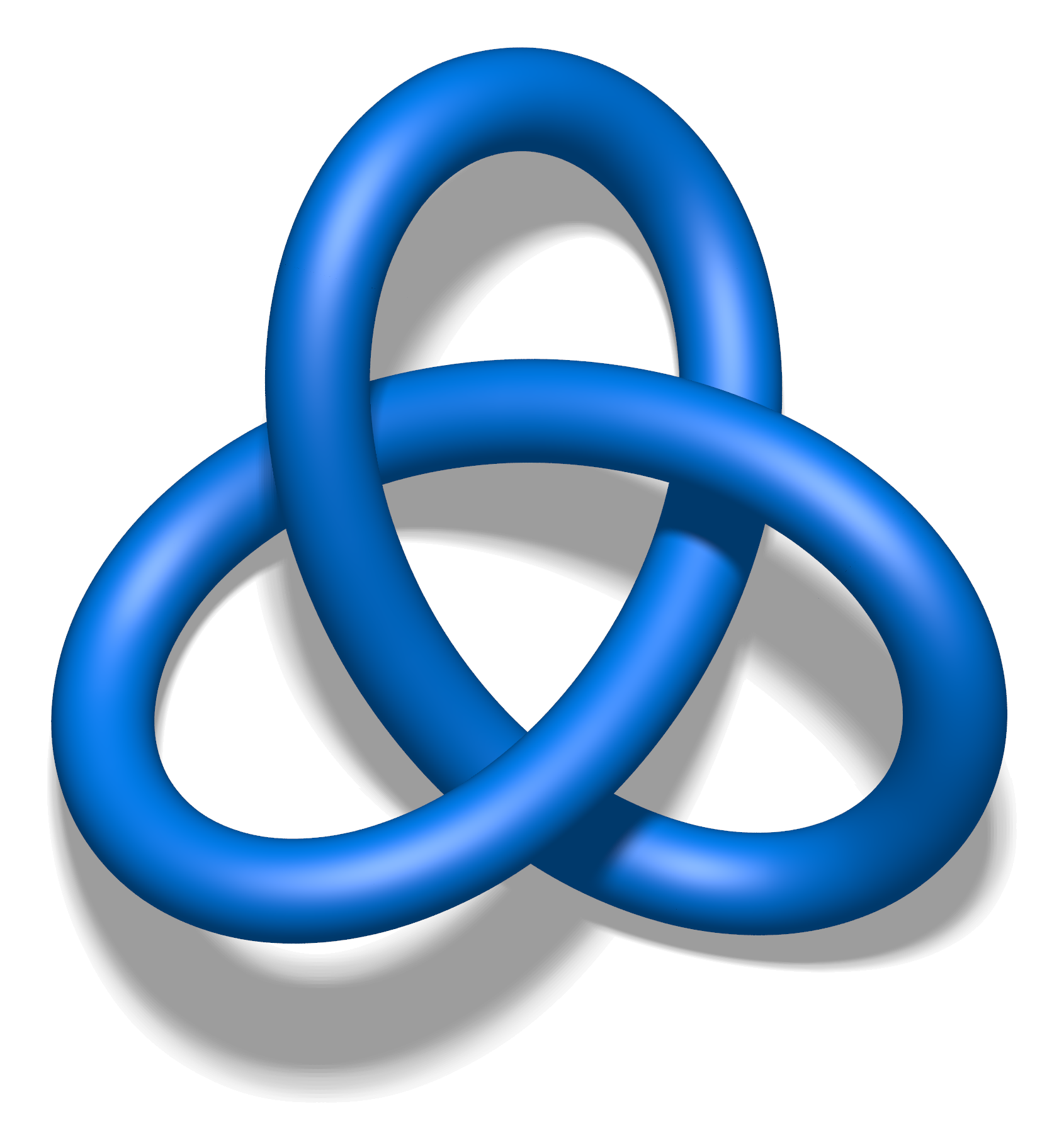